# Ete megállóhely
Ete megállóhely egy megszűnt Komárom-Esztergom vármegyei vasúti megállóhely, melyet a MÁV üzemeltetett Ete településen. A megálló a falu központjától 2, legdélebbi házaitól is bő 1 kilométerre délre helyezkedett el, közúti elérését a 13-as főút és a belterület felől is a 81 327-es számú mellékút biztosította.

## Vasútvonalak
A megállóhelyet az alábbi vasútvonalak érintették:
- Környe–Pápa-vasútvonal

## Kapcsolódó állomások
A megállóhelyhez az alábbi állomások vannak a legközelebb:
- Császár megállóhely (Környe vasútállomás, Környe–Pápa-vasútvonal)
- Kisbér vasútállomás (Pápa vasútállomás, Környe–Pápa-vasútvonal)